# Марілла (Нью-Йорк)
Марілла (англ. Marilla) — місто (англ. town) в США, в окрузі Ері штату Нью-Йорк. Населення — 5189 осіб (2020).

## Демографія
Згідно з переписом 2010 року, у місті мешкало 5327 осіб у 2069 домогосподарствах у складі 1555 родин. Було 2164 помешкання
Расовий склад населення:
| - 98,6 % — білих - 0,4 % — азіатів - 0,2 % — корінних американців - 0,2 % — чорних або афроамериканців |

До двох чи більше рас належало 0,5 %. Частка іспаномовних становила 0,6 % від усіх жителів.
За віковим діапазоном населення розподілялося таким чином: 22,3 % — особи молодші 18 років, 62,2 % — особи у віці 18—64 років, 15,5 % — особи у віці 65 років та старші. Медіана віку мешканця становила 45,3 року. На 100 осіб жіночої статі у місті припадало 96,6 чоловіків;  на 100 жінок у віці від 18 років та старших — 96,3 чоловіків також старших 18 років.
Середній дохід на одне домашнє господарство  становив 88 897 доларів США (медіана — 80 057), а середній дохід на одну сім'ю — 94 999 доларів (медіана — 82 609). Медіана доходів становила 53 150 доларів для чоловіків та 47 708 доларів для жінок. За межею бідності перебувало 3,9 % осіб, у тому числі 8,2 % дітей у віці до 18 років та 3,6 % осіб у віці 65 років та старших.
Цивільне працевлаштоване населення становило 2828 осіб. Основні галузі зайнятості: освіта, охорона здоров'я та соціальна допомога — 21,3 %, науковці, спеціалісти, менеджери — 14,5 %, виробництво — 14,0 %.